# Droga krajowa B495 (Niemcy)
Droga krajowa 495 (niem. Bundesstraße 495) – niemiecka droga krajowa przebiegająca na osi północ-południe i jest połączeniem drogi B71 w Glinde koło Bremervörde na północy Dolnej Saksonii i drogi B431 w Glückstadt na południu Szlezwika-Holsztynu.
Droga przebiega pomiędzy Lamstedt a Osten po fragmencie drogi lokalnej z 1862 roku.

## Rzeki
Droga przecina rzekę Elba i Oste.